# Arthur Burdett Frost
Pour les articles homonymes, voir Burdett et Frost.
Arthur Burdett Frost, né le 17 janvier 1851 à Philadelphie et décédé le 22 juin 1928 est peintre, illustrateur et auteur américain de bande dessinée. Sa production graphique pléthorique en fait un des artistes graphiques américains majeurs des années 1880-1920.

## Biographie

### Une reconnaissance rapide

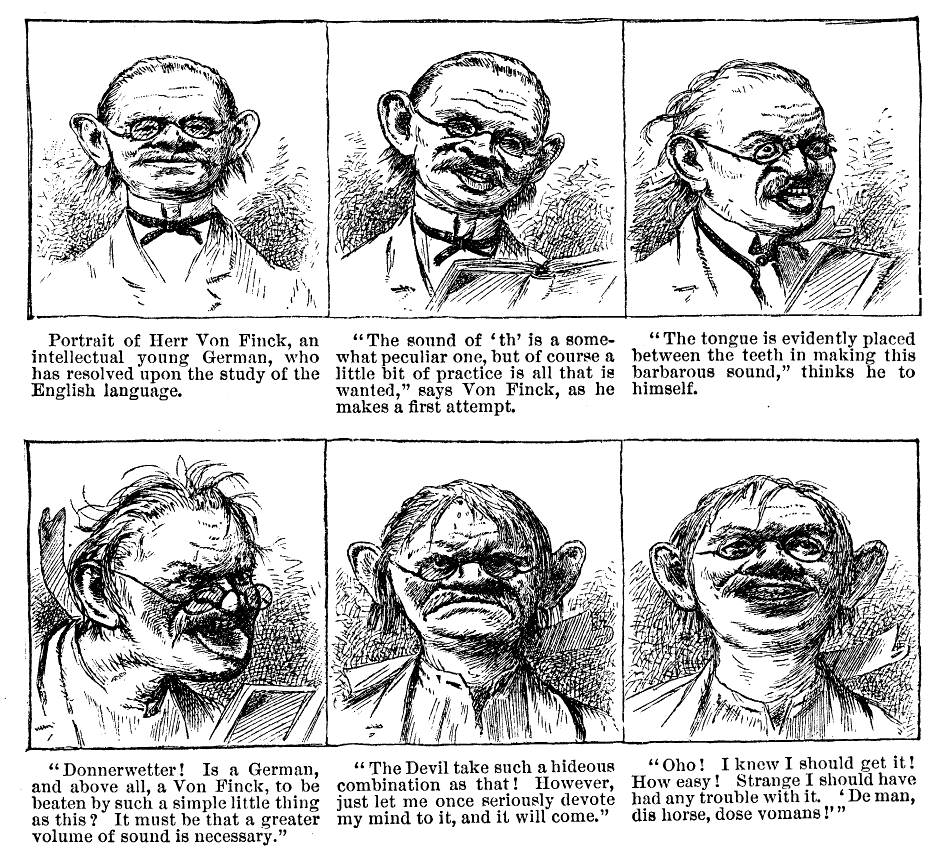
Première bande dessinée de Frost mettant en scène un allemand qui tente de prononcer le son « th » en anglais.

Arthur Burden Frost naît le 17 janvier 1851 dans une famille philadelphienne de dix enfants. Son père John Frost, historien et biographe, le laisse entrer à quinze au service d'un graveur sur bois, qui déclare Arthur inapte au dessin, ce qui pousse ce dernier, découragé, à envisager une carrière de lithographe. Cependant, après quelques années, un ami lui propose d'illustrer un recueil de petites nouvelles humoristiques de Max Adeler ; Frost réalise alors près de 400 illustrations directement. Publié en 1874, Out of the Hurly-Burly (Sorti du tohu-bohu) connait un grand succès et se vend à près d'un million d'exemplaires. Malgré la mauvaise qualité des gravures, reproduites par différentes mains, les dessins semi-réalistes portant parfois vers le grotesque participent au succès de l'ouvrage et Frost est immédiatement reconnu comme un grand illustrateur. Dès ce premier travail une caractéristique essentielle de l'auteur, sa « graphomanie », qui le pousse à trouver son plaisir dans « la multiplication et le grouillement des formes », annonce ses futurs histoires séquentielles en image.

### Succès, formation et expérimentation

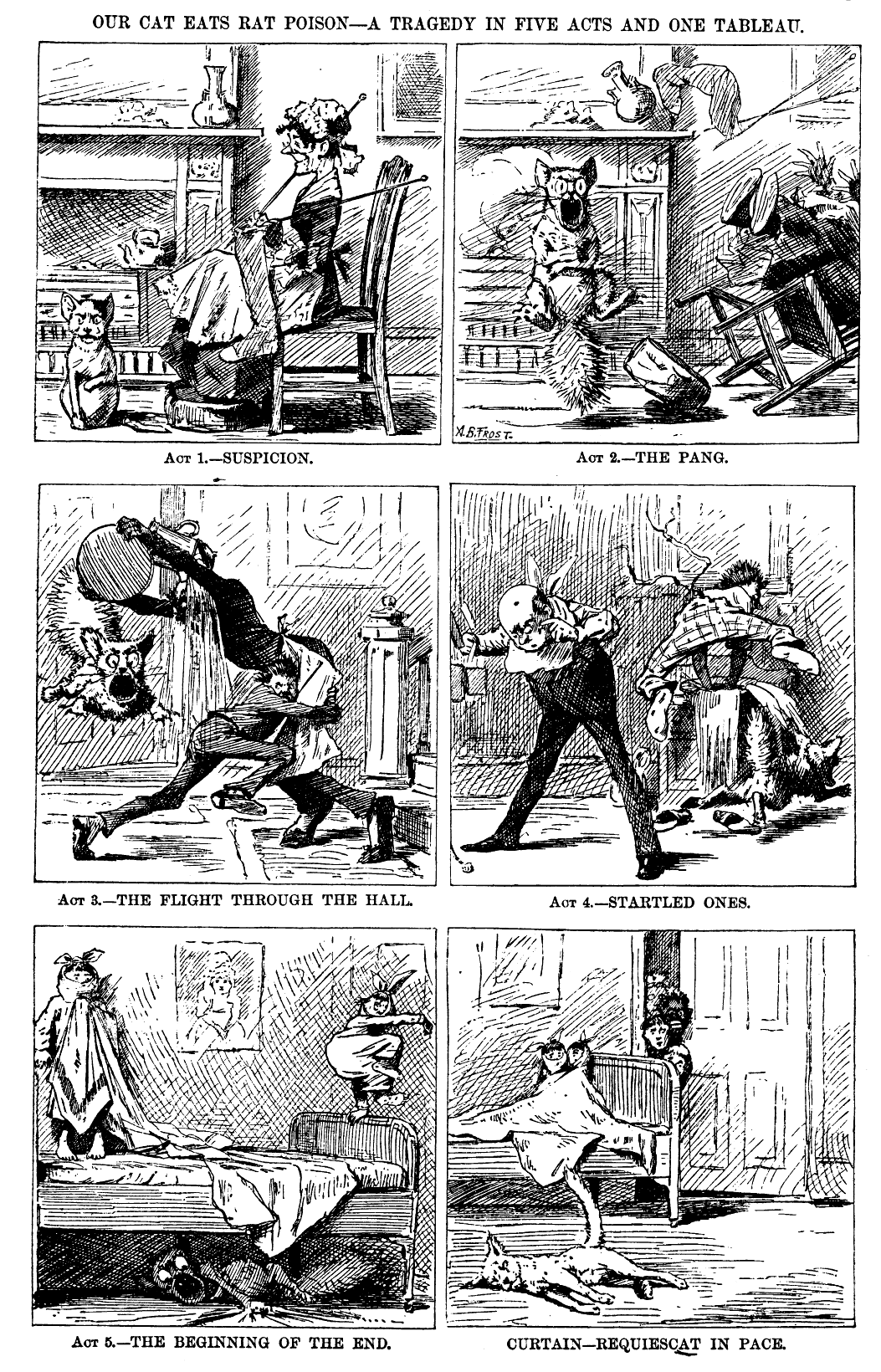
Our cat eats rat poison (Notre chat a mangé de la mort-aux-rats), publié en juillet 1881.

Embauché aux prestigieuses éditions new-yorkaises Harper & Brothers, qui comptait notamment en son sein Edwin Austin Abbey ou Charles Stanley Reinhart, Frost poursuit durant quatre ans sa formation d'illustrateur en illustrant une dizaine de livres dans un style enlevé et en participant à des revues. En 1877, il part pour un an à Londres afin de travailler la caricature ; il en revient avec une commande de Lewis Carroll, désireux de le voir remplacer John Tenniel pour l'illustration de ses prochains ouvrages. À son retour, toujours soucieux de progresser, il s'inscrit à l'Académie des Beaux-Arts de Pennsylvanie pour devenir l'élève de Thomas Eakins, peintre naturaliste à la mode que Frost appréciait grandement.
Bien qu'il soit daltonien, et ne voie donc pas les couleurs, Frost sait tirer avantage de son handicap : il lui permet en effet d'atteindre des niveaux inégalés de finesse dans le dessin en niveaux de gris, et de considérer les photographies, alors en noir et blanc, « comme une représentation fidèle de sa réalité perceptive », et de devenir un excellent illustrateur de reportage dans des revues alors publiées également en noir et blanc. 
En décembre 1879, il publie son premier comic dans le Harper's New Monthly magazine, sous la forme d'une fausse étude phonologique puis le mois suivant un deuxième, beaucoup plus proche de la forme actuelle de la bande dessinée. Il tâtonne cependant encore quelques années, accordant surtout de l'importance aux récits, n'ayant pas réalisé, de même que tous les suiveurs de Töpffer, qu'il avait hérité « d'une « forme » narrative nouvelle qui aurait pu être variée pour elle-même ». Avec Our cat eats rat poison (Notre chat a mangé de la mort-aux-rats) en juillet 1881, Frost dessine une histoire au style plus allégé qui rencontre un certain succès. Il réalise ainsi jusqu'à la fin de sa vie quelques histoires, quantitativement minoritaires rapportées à l'étendue de son œuvre.

### Un dessinateur phare de la fin du siècle
En 1883, Rhyme? and Reason? (Rime et raison) sort, après six ans de travail et d'échanges parfois houleux avec Lewis Carroll : c'est « un des premiers vrais succès artistiques de Frost ». Deux ans plus tard, Frost illustre la version livre d’A Tangled Tale (Une histoire embrouillée).
En 1884, Charles Scribner's Sons publie à New-York Stuff and Nonsense, recueil de quatre histoires courtes à raison d'une image par page et d'une soixantaine de limericks illustrés écrits par son frère Charles. En ouverture, Our Cat Eats Rat Poison, redessiné dans un style encore plus économique et enlevé que dans la version d'origine, en imitation du croquis libre töpfferien : il est « l'un des premiers dessinateurs à retrouver les conditions d'une véritable esthétique du dessin autographe ». L'ouvrage, qui se vend bien, est réédité en 1887. En 1892, la maison d'édition publie sous la même forme un second recueil, The Bull Calf and other tales (Le bovillon et autres histoires)

### Années françaises et fin de carrière active
De 1906 à mai 1914, Frost et sa famille vivent en France. Le peintre voulait retrouver les Impressionnistes. De retour aux États-Unis, il poursuit son travail d'illustrateur et d'auteur de comics, principalement dans Life. Il meurt le 22 juin 1928.
Winsor McCay l'admirait particulièrement, et lui livre au début du XXe siècle un hommage appuyé avec Little Samy Sneezes (Le Petit Sammy éternue)

## A. B. Frost, pionnier de la bande dessinée

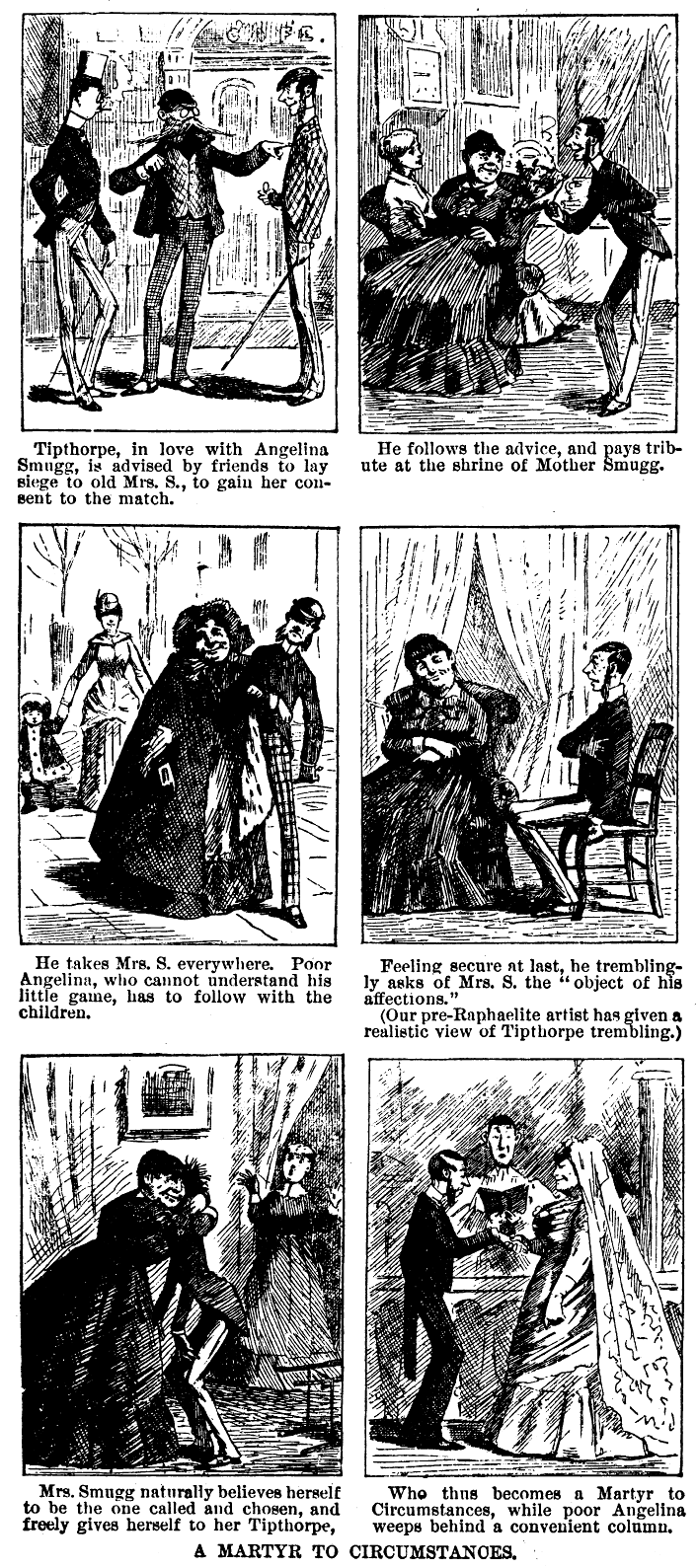
A Martyr to circumstances (Un martyr des circonstances), publié en juin 1881 est une des rares histoires de forme archaïque...

Si tous les récits en images publiés par Frost n'ont pas été identifiés, les quelques-uns connus permettent de considérer qu'il est parvenu à « faire décoller » la bande dessinée » et qu'il « marque un moment clé dans l'émergence d'un art narratif intimement lié aux développement technologiques de son temps », sa faible et tardive reconnaissance par les premiers historiens du comic strip étant due à l'absence de l'auteur dans la presse quotidienne, chantier privilégié des investigations de ceux-ci.
S'éloignant des récits traités à la façon de la gravure sur métal (aucune répétition de décor entre les cases, peu de fluidité), Frost s'autorise à dessiner des histoires basées sur les possibilités humoristiques de la séquence (grâce aux infimes variations, à la caricature) ce qui était encore rare dans les années 1880 où les contraintes techniques des revues imprimées à forts tirages (la nécessité de faire reproduire les dessins exécutés directement sur le bois par des graveurs élimine les images proposant un faible taux de renouvellement de l'information), le « tabou de la redondance » (peu noble et fastidieuse pour les illustrateurs) et la mode (déclin du style « croquis » à la Töpffer popularisé par Punch dans les années 1850) empêchent le plein développement des potentialités de la séquentialité.

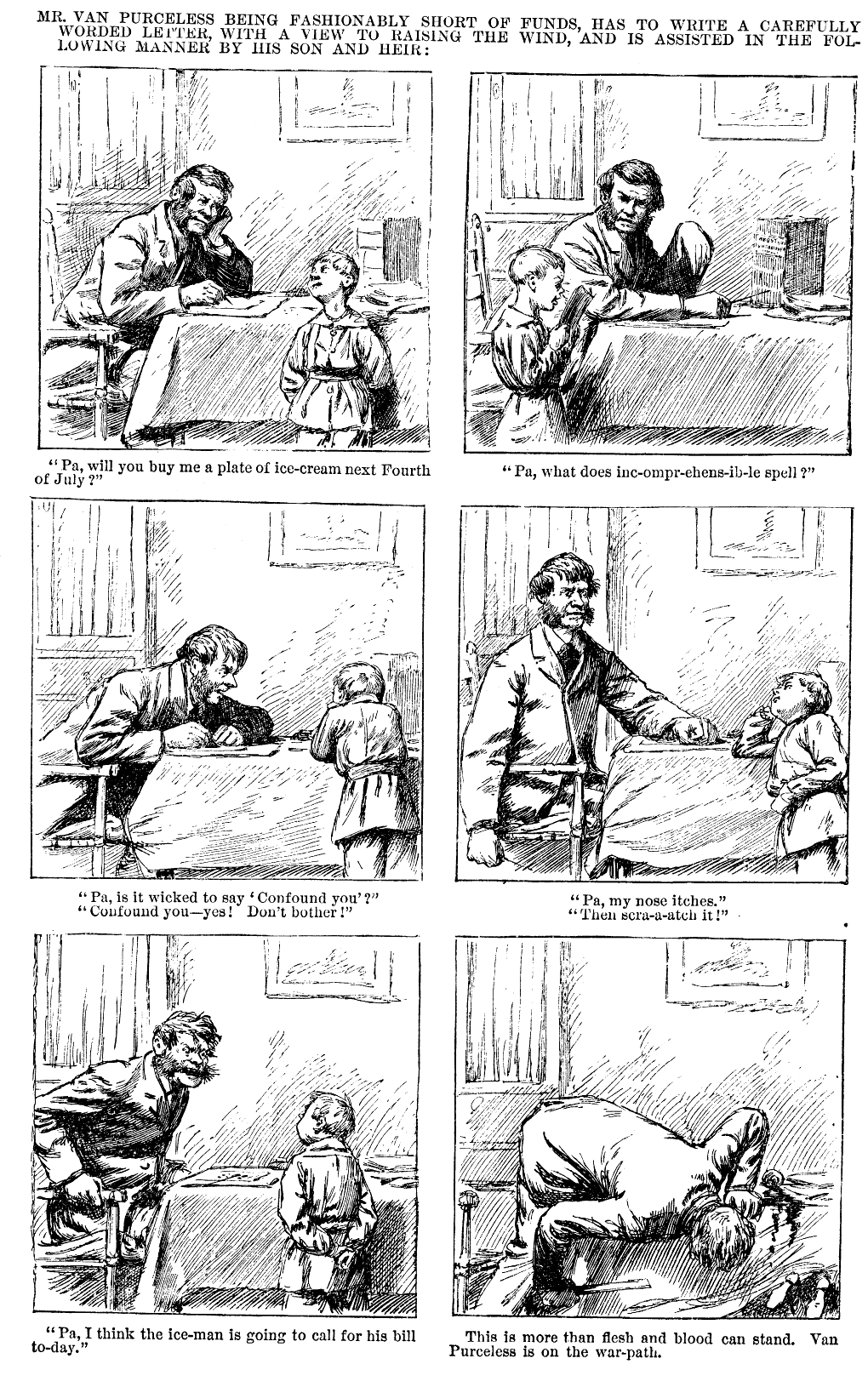
...alors que dès janvier 1880, Frost s'autorisait la redondance et une priorité donnée au mouvement et à l'expression.

En effet, ce qui intéresse avant tout Frost est « le dynamisme avec lequel [les histoires] sont racontées » : Our cat eats poison se présente comme une « trajectoire dynamique faite de crescendos, de chutes, de chocs, de sursauts, etc. », à la manière d'un récit raconté de manière très expressive par un orateur. Pour parvenir à cet effet et éviter l'ennui de la redondance, l'auteur utilise différents moyens : graphiques, tout d'abord avec un « style « croquis » rapide et nerveux », le gonflement de la tête des personnages pour augmenter la surface dévolue à l'expressivité, arthrologiques ensuite, avec un découpage rigoureux de « l'action décrite par phases successives » (comme dans l'histoire ci-contre), les légères modifications entre chaque case permettant au lecteur de « reconstituer mentalement la vraie cinématique de l'action », tout comme dans les planches photographiques de Muybridge, qui influencent Frost via Eakins. Cependant, il ne pense pas ses histoires comme des planches : ses trois ouvrages ne contiennent qu'un dessin par page (ce qui permet d'accentuer encore plus le dynamisme) et les gaufriers et multicadres de revues semblent avant tout dues à la nécessite d'économiser l'espace.
Frost, en utilisant la photographie, dont les images sont plus proches de la réalité qu'un dessin représentant un mouvement idéel, mais doivent toujours être sélectionnées, toute photographie d'un mouvement ne l'exprimant pas forcément parfaitement, s'emploie « à construire un nouveau vocabulaire optique et photographique, privilégiant les raccourcis, les angles de vue insolites, les actions inédites, etc. ». C'est en ce sens un précurseur « de la conception moderne de la bande dessinée », mais également du dessin animé, ses œuvres montrant un parfait maniement du « timing visuel ».

## Œuvres

### Illustration
- Max Adeler, Out of the Hurly-Burly (Sorti du tohu-bohu), 1874
- Charles Heber Clark (en), Elbow Room, 1876
- Daisy Shortcut et Arry O'Pagus, One Hundred Years a Republic: Our Show, 1876
- S. Annie Frost, Almost a Man, 1877
- Lewis Carroll, Rhyme? and Reason? (Rime et raison), 1883
- Lewis Carroll, A Tangled Tale (Une histoire embrouillée), 1885

### Bandes dessinées et histoires en image

#### Dans des périodiques
- Publications dans le Harper's New Monthly et le Harper's New Weekly.

#### Recueils et albums en anglais
- Stuff & Nonsense, Charles Scribner's sons, New York, 1884. Rééd. avec modifications : John C. Nimmo, Londres, 1887
- The Bull Calf and other Tales, Charles Scribner's sons, New York, 1892
- Carlo, Doubleday, 1913[13]
- Stuff and Nonsense, Fantagraphics, 2003. Réédition des trois recueils précédents.

#### Recueils et albums en français
- L'Anthologie A. B. Frost, Éditions de l'An 2, Angoulême, coll. « Krazy Classics », 2003. Réédition bilingue des trois premiers recueils.